# Alexandre Porpetone
Alexandre Porpetone (São Paulo, 25 de dezembro de 1979), mais conhecido pelo seu personagem Cabrito Tevez, é um ator, humorista e radialista brasileiro. Com a marca de mais de 180 imitações de vozes de famosos, é um dos mais reconhecidos imitadores e humoristas do país.

## Biografia

### Início no rádio
Alexandre começou criando textos de humor, fazendo e lançando diversas imitações nas rádios FM paulistanas no fim dos anos 90.
Durante três anos foi humorista do programa Estádio 97 na rádio Energia 97. Depois, transferiu-se em 2003 para a Rádio Transamérica, onde apresentava o programa de humor esportivo Galera Gol e fazia os textos e as imitações no programete Rachando o Bico. Os dois programas que participou na Transamérica, fazendo humor, foram premiados com o prêmio APCA de melhor programa de humor do rádio.

### Personagens já interpretados
- Cabrito Tevez (inspirado em Carlos Tévez)[4];
- Ronalducho (Ronaldo);
- Raul Gel (Raul Gil);
- Milton Névoas (Milton Neves);
- Dimal Humoricy (Muricy Ramalho);
- Hepatite (Tite);
- Marcelo Revende (Marcelo Rezende);
- Bisneto (Neto);
- Arrotinho (Ratinho);
- Gula (Lula);
- Gordilma Rousseff (Dilma Rousseff);
- Donald Trampo (Donald Trump);
- Vanderley Luxisburguer (Vanderlei Luxemburgo);
- Felipão de Forma (Felipão);
- Ronaldinho Dentucho (Ronaldinho Gaúcho);
- Roberto Avellone (Roberto Avallone);
- Dr. Enrola o Wood (Dr. Hollywood);
- Roberto Cabine (Roberto Cabrini);
- Jo Soy Jo (Jô Soares);
- Mama Porpeta (Mamma Bruschetta);
- Otávio Mosquito (Otávio Mesquita).

Seus mais famosos bordões são: "La Pregunta?" (Cabrito Tévez), "Segura la niña!" (Cabrito Tévez), "Tanta producion para absolutamente nada" (Cabrito Tévez), "Mira lo talento y la performance, y se descabele de inveja!" (Cabrito Tévez), "Qui Bisurdo!" (Cabrito Tévez), "Yo no soy yo!" (Cabrito Tévez), "Yo soy arrogantemente humilde!" (Cabrito Tévez), "Jogarrr, você disse: Jogarr!" (Ronalducho), "Chuta a bola, baralho!" (Vanderley Luxisburguer), "Fatia pra ele e corta aqui pra mim!" (Marcelo Revende) e "É uma barbaridade monstra!".

### Outros trabalhos
Em 2004, foi convidado por Roberto Avallone a ingressar na TV começando no programa esportivo Bola na Rede da RedeTV! ao vivo aos domingos, onde imitava jogadores e técnicos de futebol — muitas vezes na presença dos próprios.
Desde 2006, está com quadro fixo no programa humorístico A Praça É Nossa do SBT, onde escreve os textos e interpreta imitações de diversas celebridades parodiando fatos e programas da TV.
Desde 2010, também faz sucesso no Programa Silvio Santos no quadro "Jogo dos Pontinhos" com o seu personagem Cabrito Tevez, além de fazer participações em diversos outros programas da emissora.
Em 2010, protagonizou o programa Porpetone na Copa para o site Yahoo. No mesmo ano começou a fazer shows de comédia stand-up e seu show solo nos mais conceituados teatros, festivais, casas de comédia e eventos no país.
Em 2011, na versão brasileira de Chaves, especial de Natal e réveillon no SBT, interpretou o protagonista Chaves.
Foi o primeiro humorista a se apresentar fazendo stand-up na primeira virada cultural de stand-up de São Paulo para 12 mil pessoas.
Em 2014 foi um dos apresentadores do Arena SBT, programa de humor com futebol do SBT no ano da Copa do Mundo de 2014.
Em novembro de 2015, após 12 anos e meio, deixou a rádio Transamérica FM.

### No cinema
Atuou no filme de comédia Copa de Elite, onde interpretou Dilma Rousseff.

### Na internet
Tem o seu canal de humor no YouTube, "Alexandre Porpetone", que já ultrapassou a marca de mais de 78 milhões de visualizações, com vários vídeos viralizados, onde faz sátiras e paródias de acontecimentos do momento e várias imitações de famosos do futebol, da política e da TV.
Em 2010 protagonizou o Porpetone na Copa pelo Portal Yahoo.

### Na TV paga
Em 2018, foi contratado também pela emissora TV por assinatura Multishow e esteve no elenco da 6ª temporada do programa Vai que Cola, como o personagem "Bruno Surfistão".
Em 2019, participou do programa de Tom Cavalcante no Multishow, Multi Tom, interpretando o personagem "Rodrigo Massa" (uma paródia de Rodrigo Maia).

## Filmografia

### Televisão
| Ano           | Título                 | Papel                          | Notas                           | Emissora  |
| ------------- | ---------------------- | ------------------------------ | ------------------------------- | --------- |
| 2004          | Bola na Rede           | Vários personagens             |                                 | RedeTV!   |
| 2006–presente | A Praça É Nossa        | Vários personagens             |                                 | SBT       |
| 2010–2022     | Programa Sílvio Santos | Cabrito Tevez                  | Jogo dos Pontinhos (Painelista) | SBT       |
| 2011          | 30 Anos de Chaves      | Chaves                         |                                 | SBT       |
| 2012          | Carrossel              | Cabrito Tevez                  | Participação                    | SBT       |
| 2014          | Arena SBT              | Apresentador                   |                                 | SBT       |
| 2014          | Pousada do Ratinho     | Gigantone Grandone Francavilla | Especial do Programa do Ratinho | SBT       |
| 2018 / 2020   | Vai Que Cola           | Bruno Surfistão                |                                 | Multishow |
| 2019          | Multi Tom              | Rodrigo Massa                  |                                 | Multishow |

### Cinema
| Ano  | Título        | Papel          |
| ---- | ------------- | -------------- |
| 2014 | Copa de Elite | Dilma Rousseff |

### Rádio
| Ano       | Título          | Emissora           |
| --------- | --------------- | ------------------ |
| 1999–2002 | Estádio 97      | Energia 97         |
| 2003–2015 | Galera Gol      | Rádio Transamérica |
| 2003–2015 | Rachando o Bico | Rádio Transamérica |

### Internet
| Ano           | Título              | Papel                             | Plataforma |
| ------------- | ------------------- | --------------------------------- | ---------- |
| 2010          | Porpetone na Copa   | Apresentador e vários personagens | Yahoo!     |
| 2012–presente | Alexandre Porpetone | Apresentador e vários personagens | YouTube    |

### Stand up comedy
| Título                  |
| ----------------------- |
| Virada cultural SP      |
| Risadaria               |
| Hillarius Comedy        |
| O Pico Comedy Comedians |